# Jarosinski & Vaugoin

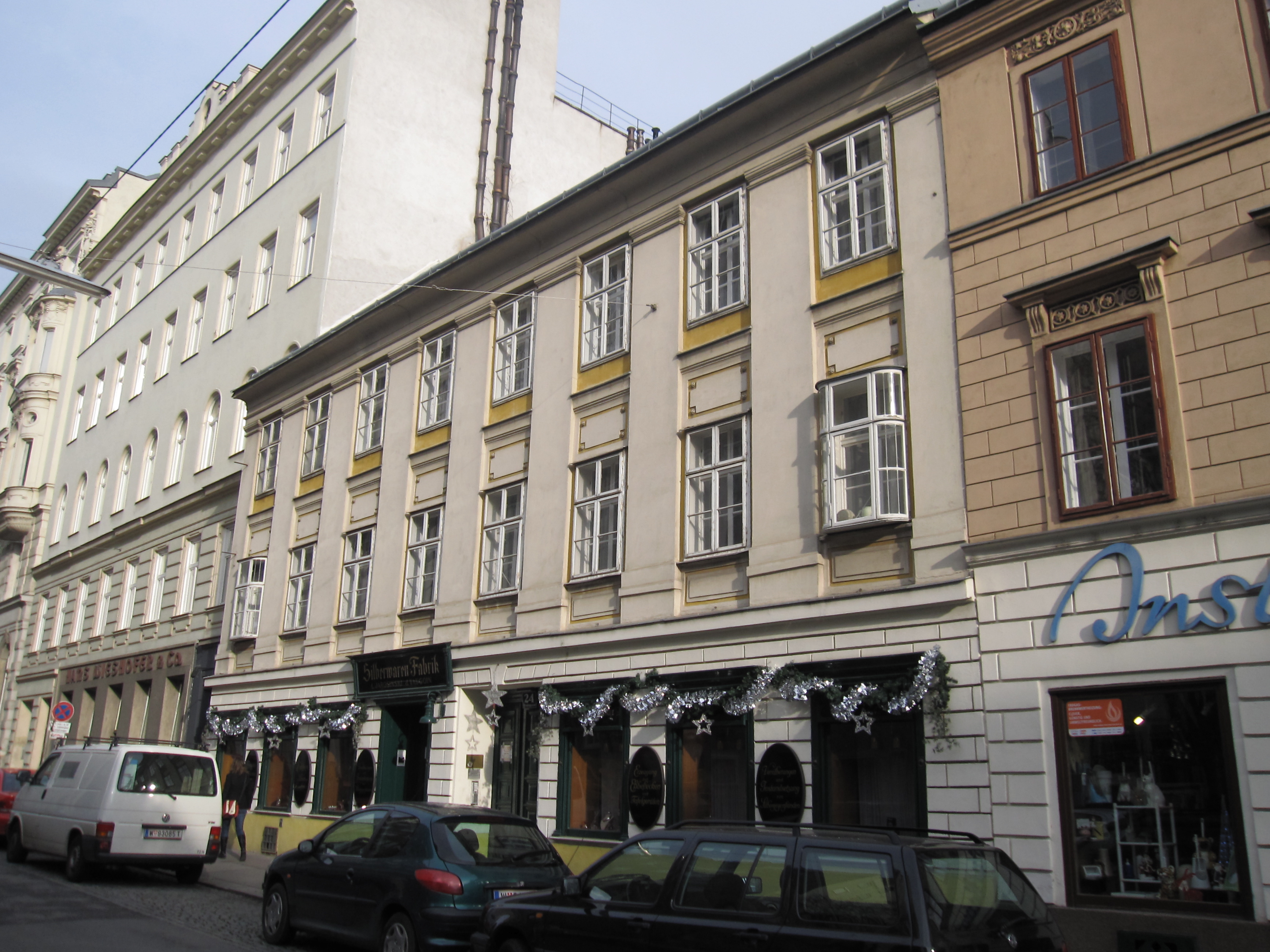
Unternehmenssitz in Wien 7., Zieglergasse 24

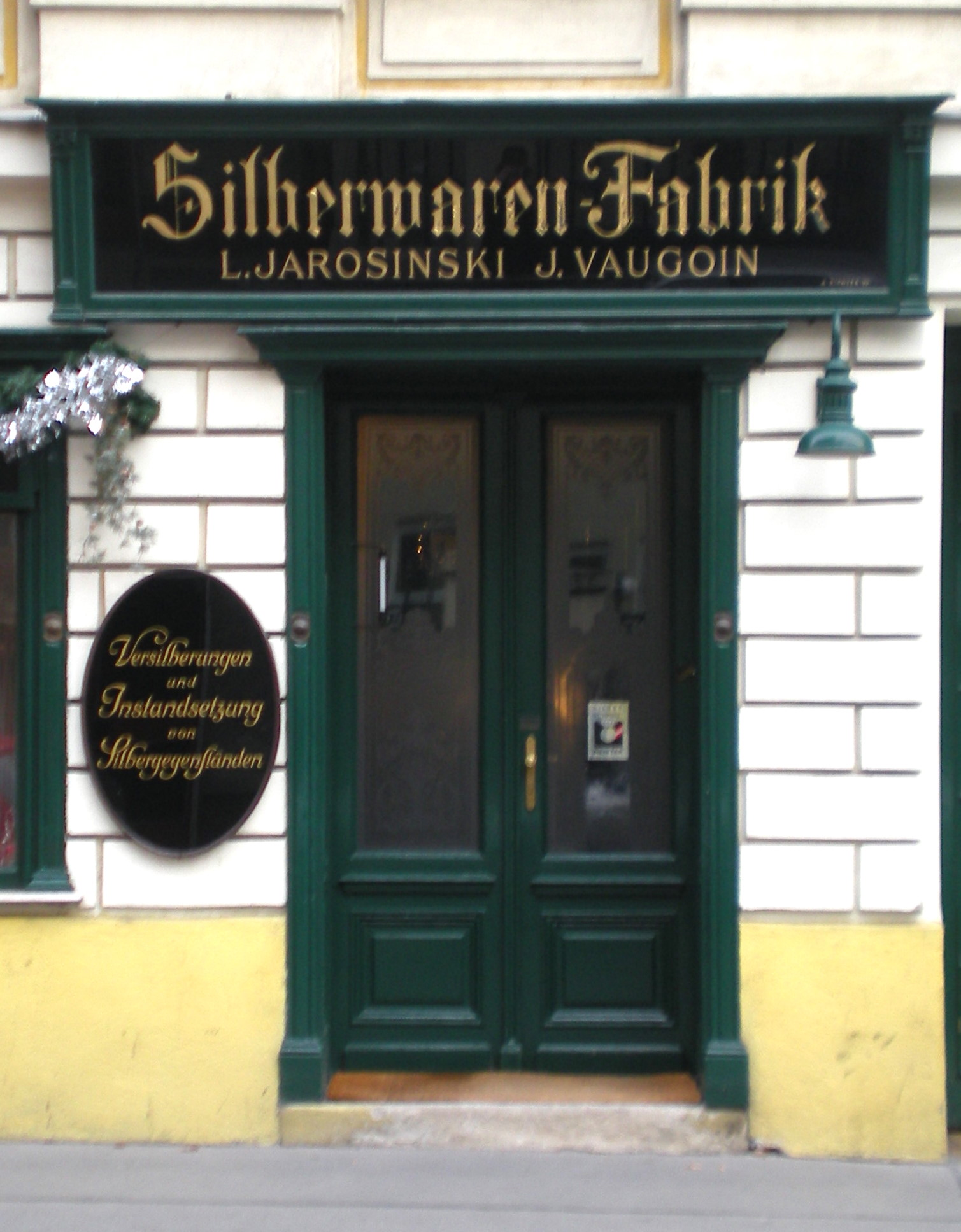
Eingang

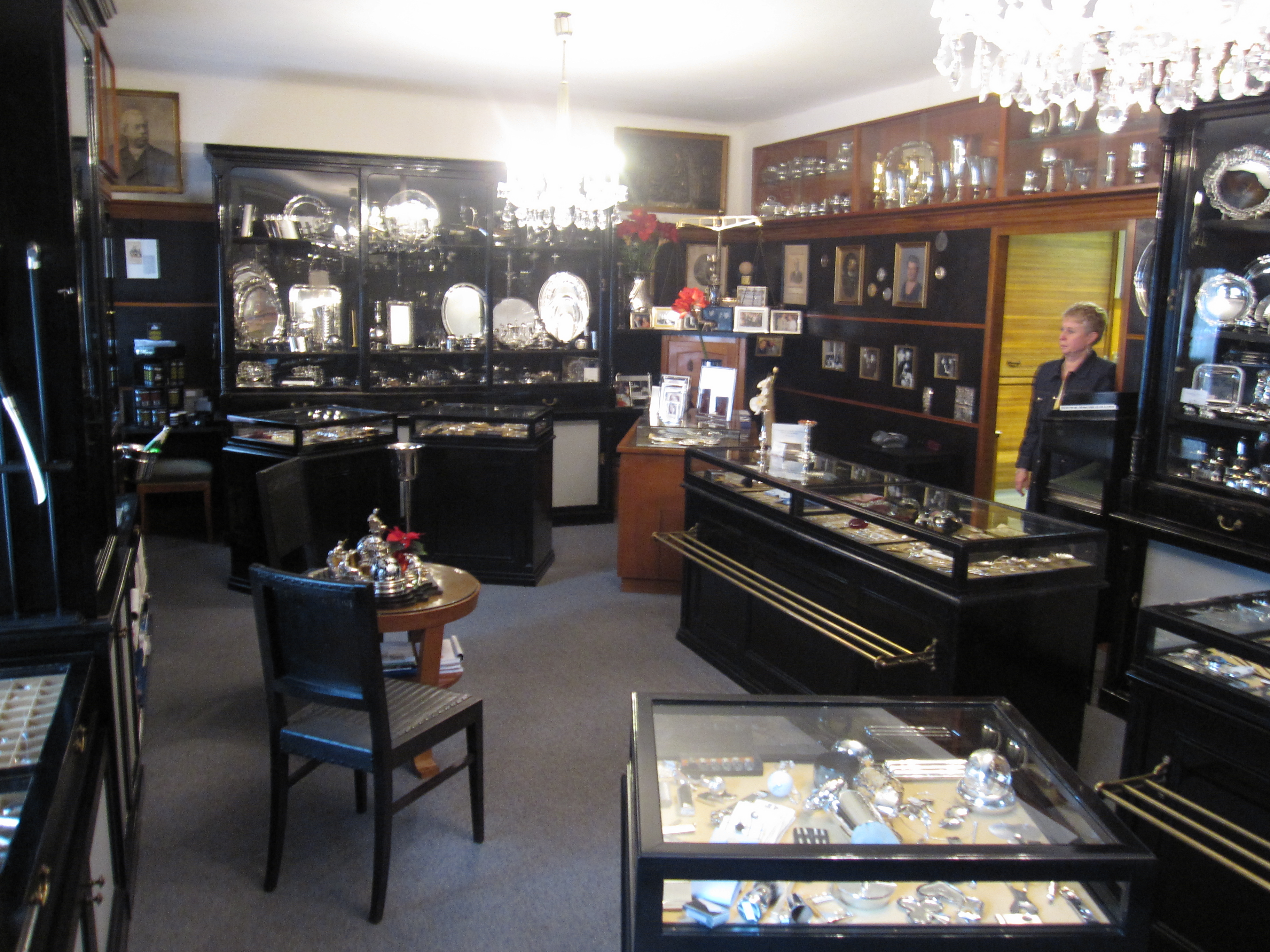
Innenansicht

Jarosinski & Vaugoin ist eine der ältesten noch bestehenden Wiener Silbermanufakturen. Das Unternehmen befindet sich in der Zieglergasse 24 im 7. Bezirk Neubau. Seit über 150 Jahren erzeugt Jarosinski & Vaugoin Silberbesteck, Tafel- und Gebrauchsartikel sowie Schmuck und Kunstgegenstände.

## Geschichte
Die Familie Vaugoin kam vermutlich im Gefolge Napoleons Anfang des 19. Jahrhunderts nach Wien. Carl Vaugoin gründete 1847 dort seine Silbermanufaktur, die sich auf schweres handgeschlagenes Tafelgerät spezialisierte. Das Unternehmen wurde erfolgreich und nahm an der Wiener Weltausstellung 1873 teil. Bei der Ausstellung erhielt Vaugoin mehrere Auszeichnungsmedaillen.
Sein Nachfolger wurde sein Sohn Jean Vaugoin, der 1901 einen Erbschaftsvertrag mit dem polnischen Unternehmer Ladislaus Jarosinski schloss. Jarosinski war auf die Herstellung von schweren, handgeschlagenen Bestecken spezialisiert, die somit die Produktpalette ergänzten. Um die Zeit erhielt das Unternehmen seinen Doppelnamen L. Jarosinski & J. Vaugoin. 1908 siedelte das Unternehmen in die Zieglergasse 24 um. Für den bulgarischen, rumänischen und griechischen Hof wurden Aufträge ausgeführt, doch wurde das Unternehmen nie zum offiziellen Hoflieferanten ernannt.
Der Ausbruch des Ersten Weltkrieges und der Zusammenbruch der Monarchie brachten schwere Zeiten, dennoch konnte sich das Unternehmen weiter behaupten. 1919 trat Karl Vaugoin in den Familienbetrieb und erweiterte die Produktpalette um kleinere Schalen, Gebrauchsgegenstände und Becher. Am 27. August 1926 erhielt das Unternehmen unwiderruflich die Staatliche Auszeichnung verliehen.
1929 übernahm Karl Vaugoin das Unternehmen in dritter Generation. Mit der Wiener Werkstätte unter Josef Hoffmann arbeitete er eng zusammen. Das Unternehmen war bei der Werkbundausstellung und den Weltausstellung 1937 in Paris und der Expo 1958 in Brüssel vertreten.
Nach dem Zweiten Weltkrieg fertigte Jarosinski & Vaugoin eine Nachbildung des Donnerbrunnens aus Silber als Geschenk Österreichs an die Sowjetunion zum Anlass der Unterzeichnung des Österreichischen Staatsvertrags 1955. 1967 übernahm in vierter Generation Ing. Hans Vaugoin die Leitung. Er erweiterte den Geschäftsbereich um einen Großhandel mit kleinen Silberwaren und Taschengebrauchsartikeln.
Anlässlich des Staatsbesuches 1969 der britischen Königin Elisabeth II. fertigte das Unternehmen drei Repliken von Cellinis goldener Saliera an. Eine wurde der Königin als Geschenk der Stadt Wien überreicht, die zweite Replik wurde im Wiener Rathaus ausgestellt und die dritte blieb im Besitz der Familie Vaugoin. Für die Große Synagoge in Jerusalem wurde die „Lampe des Ewigen Lichts“ nach einem Entwurf des Architekten Dr. Alexander Friedman angefertigt. Für die malaysische Königin stellte Jarosinski & Vaugoin 2008 über ein lokales Subunternehmen Tafelzubehör wie Butterdosen her. Auch für arabische Königshäuser wird Tafelsilber angefertigt.
Victor und Jean-Paul Vaugoin übernahmen in fünfter Generation im Herbst 2003 die Geschäftsführung. Nachdem die Saliera 2003 aus dem Kunsthistorischen Museum gestohlen worden war, wurden zehn weitere Stücke der Saliera als Replik hergestellt. Eine davon erzielte im Februar 2004 bei einer Auktion für Licht ins Dunkel einen Erlös von € 10.000.
2008 kooperierte Jarosinski & Vaugoin bei Entwürfen mit dem Künstler Ernst Fuchs. Weiters ist das Unternehmen an Luxusmessen beteiligt.

## Produkte
Jarosinski & Vaugoin ist europaweit eines der wenigen Unternehmen, die neben dem Großhandel auch Sonderaufträge noch per Handarbeit anfertigen. Neben Gebrauchsartikeln, Schmuck und Tafelsilber reicht der Service bis zur Pflege, Putz und Reparatur, auch von antikem Silber und Sakralgegenständen. 2009 verfügte es über 200 Besteckgrundmuster, die von den Formen des Barocks, Chippendale und Jugendstil bis zu Originalentwürfen und Gussformen von Josef Hoffmann für die Wiener Werkstätten exklusiv nur durch Jarosinski & Vaugoin reichen.